# Sport magazín
Sport magazín vychází ve vydavatelství Czech News Center  jako pravidelná páteční příloha deníku Sport. Obsahuje rozhovory a reportáže ze světa sportu a sportovní televizní program na celý týden. Sport magazín je samostatně neprodejný, lze ho koupit pouze spolu s deníkem Sport.
Internetovou verzí deníku Sport je web iSport.cz.